# 1982年7月20日日食
1982年7月20日日食是一次日偏食，發生於1982年7月20日（苏联東北部大多為7月21日）。新月當天（即朔日），地球上觀測到月球和太阳的角距離極小，此時月球如果恰好在月球交點附近，穿過太阳和地球之間，與地球、太阳接近一直線，則會出現日食。由於月球偏北或偏南，本影及偽本影從地球以北或以南經過而未接觸地表，只有半影覆蓋了地球北端或南端部分區域，形成日偏食。此次日偏食月球偏北，出現在歐亞大陸北部和北美洲北部。
通常每年有2次日食，而1982年共有4次，全都是日偏食。本次日食是其中第三次，距上一次日食，1982年6月21日僅1個月。

## 日食概況

### 出現區域
本次日偏食可在美国阿拉斯加州北部、加拿大北部、格陵兰、苏联北冰洋沿岸（今屬俄罗斯）、北歐全境、中欧西北半部、西欧除法国東南部外的絕大部分、伊比利亚半岛西北部看到。依時區不同，欧洲、北美洲大多在7月20日看到日食，苏联東北部大多在7月21日看到日食，而亞歐兩洲交界處附近北冰洋沿岸等處於極晝的部分地區日食從7月20日深夜持續到7月21日凌晨。

### 基本參數
- 類型：日偏食
- 食分最大處（位於苏联涅涅茨自治區東部）資料：
  - 時間：1982年7月20日18:43:51
  - 地點：68°36′N 64°12′E / 68.6°N 64.2°E
  - 食分：0.4643（日食帶內最大）[3]

## 相關的日食

### 1979-1982年的日食
月球交替位於相對的月球交點時，以半個交點年（食年），即約177天又4小時間隔出現下列日食。
| 降交點                                                          | 降交點                   |          | 升交點                   | 升交點 |
| 沙羅周期                                                        | 地圖                     | 沙羅周期 | 地圖                     |        |
| 120                                                             | 1979年2月26日 全食       | 125      | 1979年8月22日 環食       |        |
| 130                                                             | 1980年2月16日 全食       | 135      | 1980年8月10日 環食       |        |
| 140                                                             | 1981年2月4日 環食        | 145      | 1981年7月31日 全食       |        |
| 150                                                             | 1982年1月25日 偏食（南） | 155      | 1982年7月20日 偏食（北） |        |
| 註：1982年6月21日和1982年12月15日的日偏食屬於下一組交點年系列。 |                          |          |                          |        |

### 沙羅周期
沙羅周期長度為18年11天。本次日食屬於沙羅周期155，共包含71次日食，依次為1928年6月17日至2054年9月2日的8次日偏食、2072年9月12日至2649年8月30日的33次日全食、2667年9月10日至2703年10月3日的3次全環食（亦稱混合食）、2721年10月13日至3064年5月8日的20次日環食、3082年5月20日至3190年7月24日的7次日偏食，總共歷時1262.11年。其中最長的全食發生於2162年11月7日，共持續4分5秒。
下表列舉了20、21世紀屬於該周期的日食，是第1至10次：
| 1             | 2             | 3             |
| ------------- | ------------- | ------------- |
| 1928年6月17日 | 1946年6月29日 | 1964年7月9日  |
| 4             | 5             | 6             |
| 1982年7月20日 | 2000年7月31日 | 2018年8月11日 |
| 7             | 8             | 9             |
| 2036年8月21日 | 2054年9月2日  | 2072年9月12日 |
| 10            |               |               |
| 2090年9月23日 |               |               |

## 資料來源
1. ↑  樊忠玉. . 中国天文科普网.   [2016-02-21]. （原始内容存档于2014-09-17）.
2. ↑  Fred Espenak. . NASA Eclipse Web Site.   [2016-02-21]. （原始内容存档于2020-10-28）.（英文）
3. ↑  Fred Espenak. . NASA Eclipse Web Site.   [2016-02-21]. （原始内容存档于2020-10-28）.（英文）
4. ↑  Fred Espenak. . NASA Eclipse Web Site.（英文）

## 外部連結
- NASA日食專頁（页面存档备份，存于）（英文）
- 可見區域圖和時間統計：由弗雷德·埃斯佩納克做出的日食預報，NASA/GSFC
  - 貝塞爾元素

| \| \| 日食 \|                             |                              |                                            |
| 上一次日食： 1982年6月21日日食 （日偏食） | 1982年7月20日日食 （日偏食） | 下一次日食： 1982年12月15日日食 （日偏食） |
| 上一次日偏食： 1982年6月21日日食          | 1982年7月20日日食 （日偏食） | 下一次日偏食： 1982年12月15日日食          |
|                                           | 日食                         |                                            |